# 海滩篮子
海滩篮子（Strandkorb）是一种特殊的防风座椅，常見於海滨度假區，它由柳条、木板和帆布制成，通常最多可容纳两人，並有讓遊客斜靠的靠背。它旨在为游客在海滨度假村度假時提供舒适的座位和避风、避雨、避沙和防晒的场所。

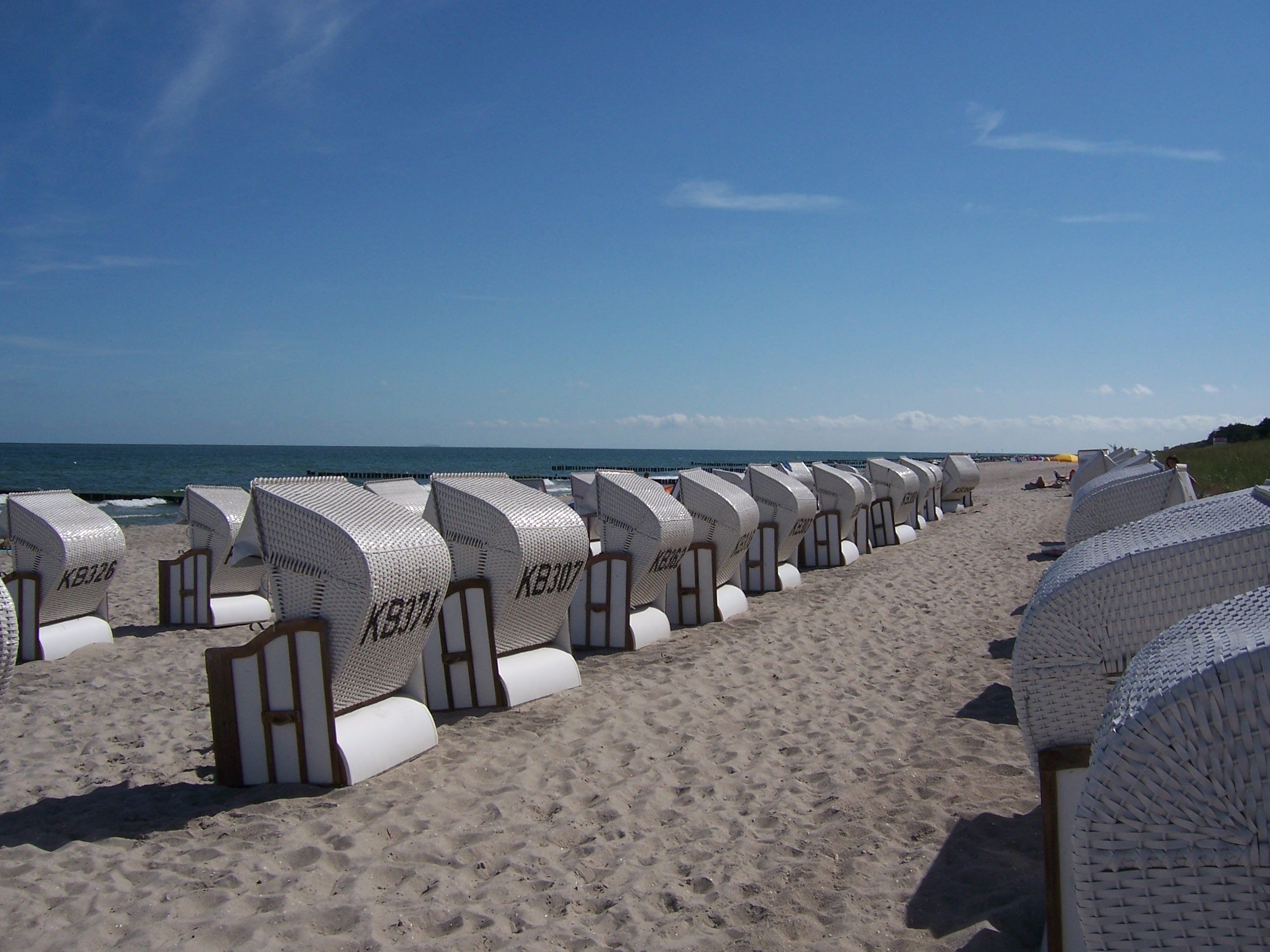
德國青斯特的海滩篮子，攝於2006 年

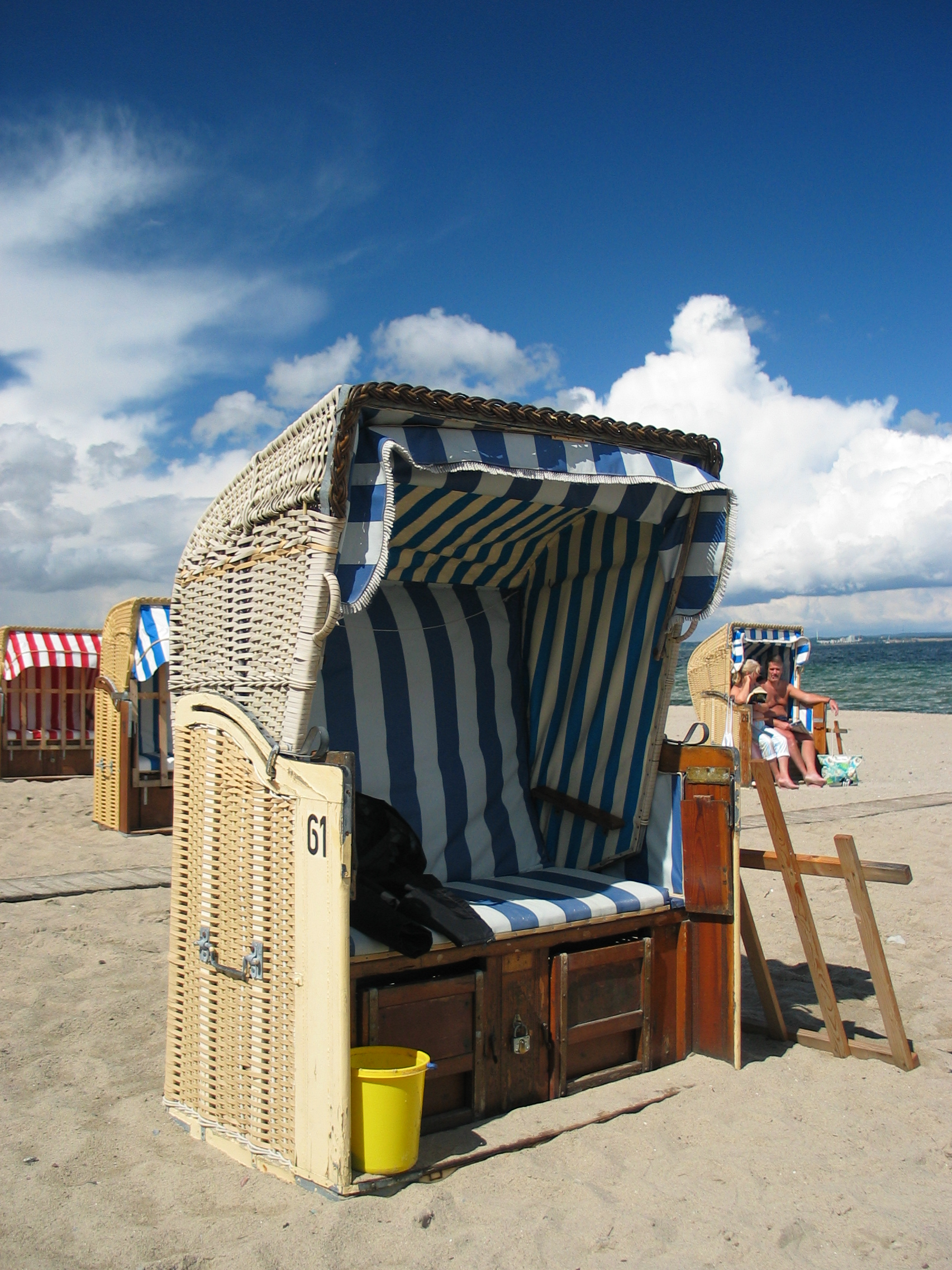
波罗的海海灘上的海滩篮子